# IDM-Saison 2003

Logo der Internationalen Deutschen Motorradmeisterschaft.

Bei der Internationalen Deutschen Motorradmeisterschaft 2003 wurden Titel in den Klassen IDM Superbike, IDM Supersport, IDM 125 und IDM Sidecar vergeben.
Bei den Superbikes wurden 16, in der Supersport-Klasse, 125-cm³-Klasse und bei den Sidecars je acht Rennen ausgetragen.

## Punkteverteilung
Meister wurde derjenige Fahrer beziehungsweise der Hersteller, der bis zum Saisonende die meisten Punkte erzielt hatte. Bei der Punkteverteilung wurden die Platzierungen im Gesamtergebnis des jeweiligen Rennens berücksichtigt. Die fünfzehn erstplatzierten Fahrer jedes Rennens erhielten Punkte nach folgendem Schema:
| Punkteverteilung | Punkteverteilung | Punkteverteilung | Punkteverteilung | Punkteverteilung | Punkteverteilung | Punkteverteilung | Punkteverteilung | Punkteverteilung | Punkteverteilung | Punkteverteilung | Punkteverteilung | Punkteverteilung | Punkteverteilung | Punkteverteilung | Punkteverteilung |
| ---------------- | ---------------- | ---------------- | ---------------- | ---------------- | ---------------- | ---------------- | ---------------- | ---------------- | ---------------- | ---------------- | ---------------- | ---------------- | ---------------- | ---------------- | ---------------- |
| Platz            | 1                | 2                | 3                | 4                | 5                | 6                | 7                | 8                | 9                | 10               | 11               | 12               | 13               | 14               | 15               |
| Punkte           | 25               | 20               | 16               | 13               | 11               | 10               | 9                | 8                | 7                | 6                | 5                | 4                | 3                | 2                | 1                |

In die Wertung kamen alle erzielten Punkte. Bei weniger als 50 %, jedoch mehr als 25 % der Gesamtrundenzahl gab es nur die halbe Punkteanzahl. Unter 25 % der Gesamtrundenzahl gab es keine Punkte.

## Superbike

### Rennergebnisse
|   | Datum  | Strecke              | Pole-Position         | Lauf | Platz 1               | Platz 2               | Platz 3               | Schn. Rennrunde       |
| - | ------ | -------------------- | --------------------- | ---- | --------------------- | --------------------- | --------------------- | --------------------- |
| 1 | 04.05. | Sachsenring          | Michael Schulten      | 1    | Jürgen Oelschläger    | Markus Wegscheider    | Michael Schulten      | Jürgen Oelschläger    |
| 1 | 04.05. | Sachsenring          | Michael Schulten      | 2    | Michael Schulten      | Andreas Meklau        | Markus Wegscheider    | Michael Schulten      |
| 2 | 18.05. | Hockenheimring       | Michael Schulten      | 1    | Jürgen Oelschläger    | Stefan Nebel          | Andreas Meklau        | Jürgen Oelschläger    |
| 2 | 18.05. | Hockenheimring       | Michael Schulten      | 2    | Stefan Nebel          | Jürgen Oelschläger    | Markus Wegscheider    | Jürgen Oelschläger    |
| 3 | 15.06. | Most                 | Michael Schulten      | 1    | Michael Schulten      | Stefan Scheschowitsch | Jürgen Oelschläger    | Michael Schulten      |
| 3 | 15.06. | Most                 | Michael Schulten      | 2    | Andreas Meklau        | Stefan Nebel          | Stefan Scheschowitsch | Michael Schulten      |
| 4 | 06.07. | Salzburgring         | Jürgen Oelschläger    | 1    | Stefan Nebel          | Volker Bähr           | Markus Wegscheider    | Stefan Nebel          |
| 4 | 06.07. | Salzburgring         | Jürgen Oelschläger    | 2    | Stefan Nebel          | Michael Schulten      | Stefan Scheschowitsch | Stefan Scheschowitsch |
| 5 | 03.08. | Nürburgring          | Stefan Scheschowitsch | 1    | Stefan Scheschowitsch | Stefan Nebel          | Andreas Meklau        | Stefan Scheschowitsch |
| 5 | 03.08. | Nürburgring          | Stefan Scheschowitsch | 2    | Markus Wegscheider    | Stefan Scheschowitsch | Benjamin Nabert       | Stefan Scheschowitsch |
| 6 | 31.08. | EuroSpeedway Lausitz | Michael Schulten      | 1    | Stefan Sebrich        | Markus Wegscheider    | Mike Wohner           | Stefan Scheschowitsch |
| 6 | 31.08. | EuroSpeedway Lausitz | Michael Schulten      | 2    | Markus Wegscheider    | Stefan Nebel          | Michael Schulten      | Stefan Nebel          |
| 7 | 14.09. | Oschersleben         | Michael Schulten      | 1    | Stefan Nebel          | Markus Barth          | Jürgen Oelschläger    | Michael Schulten      |
| 7 | 14.09. | Oschersleben         | Michael Schulten      | 2    | Stefan Nebel          | Michael Schulten      | Markus Wegscheider    | Michael Schulten      |
| 8 | 28.09. | Hockenheimring       | Stefan Nebel          | 1    | Jürgen Oelschläger    | Stefan Nebel          | Stefan Scheschowitsch | Jürgen Oelschläger    |
| 8 | 28.09. | Hockenheimring       | Stefan Nebel          | 2    | Jürgen Oelschläger    | Stefan Scheschowitsch | Michael Schulten      | Michael Schulten      |

### Fahrerwertung
| 1  | Stefan Nebel          | Suzuki GSX-R 1000 | ELF-Schäfer-Motorsport                       | 282 |
| 2  | Markus Wegscheider    | Suzuki GSX-R 1000 | Team Suzuki Stefan Schmidt Motorsport        | 220 |
| 3  | Michael Schulten      | Honda Fireblade   | alpha Technik-Honda-Team                     | 208 |
| 4  | Stefan Scheschowitsch | Suzuki GSX-R 1000 | Team KFM Motorräder                          | 199 |
| 5  | Jürgen Oelschläger    | Honda Fireblade   | alpha Technik-Honda-Team                     | 195 |
| 6  | Andreas Meklau        | Ducati 999        |                                              | 143 |
| 7  | Volker Bähr           | Suzuki GSX-R 1000 | Reimo-Suzuki                                 | 141 |
| 8  | Stefan Sebrich        | Suzuki GSX-R 1000 | Suzuki Motorrad Gürtner Landshut Racing Team | 92  |
| 9  | Claus Ehrenberger     | Suzuki GSX-R 1000 | Team Suzuki Rein                             | 91  |
| 10 | Norbert Fritz         | Suzuki GSX-R 1000 | Team Heuer Sports                            | 86  |
| 11 | Benjamin Nabert       | Suzuki GSX-R 1000 |                                              | 79  |
| 12 | Andreas Hahn          | Suzuki GSX-R 1000 |                                              | 71  |
| 13 | Mike Wohner           | Suzuki GSX-R 1000 |                                              | 69  |
| 14 | Frank Heidger         | Suzuki GSX-R 1000 | Team Karthin Suzuki                          | 61  |
| 15 | Günther Knobloch      | Yamaha YZF-R1     | Sebring Technologie                          | 58  |

| 16 | Gerhard Sessler    | Yamaha YZF-R1     | Emonts Castrol Racing   | 45 |
| 17 | Klaus Grammer      | Yamaha YZF-R1     | Sebring Technologie     | 42 |
| 18 | Paul Leuthard      | Yamaha YZF-R1     | Zweirad-Knoderer-Racing | 39 |
| 19 | Normann Manz       | Suzuki GSX-R 1000 | Team Stengel Racing     | 26 |
| 20 | Harald Kitsch      | Suzuki GSX-R 1000 | Motorrad Braun Racing   | 25 |
| 21 | Peter Hecker       | Suzuki GSX-R 1000 |                         | 23 |
| 22 | Didier Grams       | Suzuki GSX-R 1000 | Team Karthin Suzuki     | 18 |
| 23 | Urs Weder          | Suzuki GSX-R 1000 | Moto-Weder Racing Team  | 9  |
| 24 | Udo Reichmann      | Suzuki GSX-R 1000 |                         | 9  |
| 25 | Andreas Schäfer    | Yamaha YZF-R1     |                         | 2  |
| 26 | Michael Witzeneder | Suzuki GSX-R 1000 |                         | 2  |
| 27 | Stefan Kittel      | Suzuki GSX-R 1000 | Engel-Racing-Team       | 2  |
| 28 | Jens Kuck          | Yamaha YZF-R1     | Zweirad-Knoderer-Racing | 2  |
| 29 | Dieter Szogiel     | Yamaha YZF-R1     |                         | 1  |

### Konstrukteurswertung
| 1 | Suzuki | 615 |
| 2 | Honda  | 403 |
| 3 | Yamaha | 153 |

## Supersport

### Rennergebnisse
|   | Datum  | Strecke              | Pole-Position     | Lauf | Platz 1           | Platz 2           | Platz 3            | Schn. Rennrunde   |
| - | ------ | -------------------- | ----------------- | ---- | ----------------- | ----------------- | ------------------ | ----------------- |
| 1 | 04.05. | Sachsenring          | Rico Penzkofer    | 1    | Michael Schulten  | Rico Penzkofer    | Kenan Sofuoğlu     | Michael Schulten  |
| 2 | 18.05. | Hockenheimring       | Philipp Hafeneger | 1    | Philipp Hafeneger | Kenan Sofuoğlu    | Michael Schulten   | Philipp Hafeneger |
| 3 | 15.06. | Most                 | Michael Schulten  | 1    | Michael Schulten  | Kenan Sofuoğlu    | Philipp Hafeneger  | Michael Schulten  |
| 4 | 06.07. | Salzburgring         | Michael Schulten  | 1    | Michael Schulten  | Philipp Hafeneger | Martin Bauer       | Kenan Sofuoğlu    |
| 5 | 03.08. | Nürburgring          | Jörg Teuchert     | 1    | Jörg Teuchert     | Christian Kellner | Kenan Sofuoğlu     | Jörg Teuchert     |
| 6 | 31.08. | EuroSpeedway Lausitz | Michael Schulten  | 1    | Herbert Kaufmann  | Arne Tode         | Kai-Børre Andersen | Kenan Sofuoğlu    |
| 7 | 14.09. | Oschersleben         | Michael Schulten  | 1    | Kenan Sofuoğlu    | Michael Schulten  | Tobias Kirmeier    | Philipp Hafeneger |
| 8 | 28.09. | Hockenheimring       | Michael Schulten  | 1    | Philipp Hafeneger | Kenan Sofuoğlu    | Michael Schulten   | Philipp Hafeneger |

### Fahrerwertung
| 1  | Michael Schulten    | Honda CBR 600    | alpha Technik-Honda-Team           | 153 |
| 2  | Kenan Sofuoğlu      | Yamaha YZF-R6    | Team Yamaha Voiges                 | 143 |
| 3  | Philipp Hafeneger   | Yamaha YZF-R6    | Laaks-Racing                       | 116 |
| 4  | Herbert Kaufmann    | Suzuki GSX-R 600 | ELF-Schäfer-Motorsport             | 86  |
| 5  | Rico Penzkofer      | Yamaha YZF-R6    | OBI-Bike-Promotion                 | 74  |
| 6  | Tobias Kirmeier     | Honda CBR 600    | alpha Technik-Honda-Team           | 71  |
| 7  | Arne Tode           | Yamaha YZF-R6    | Ecko Racing-Team                   | 62  |
| 8  | Martin Bauer        | Kawasaki ZX-6R   | Kawasaki Docshop Racing            | 58  |
| 9  | Matthias Neukirchen | Honda CBR 600    | MO-Aral-Honda Dippold Racing       | 54  |
| 10 | Kai-Børre Andersen  | Kawasaki ZX-6R   | Kawasaki Docshop Racing            | 52  |
| 11 | Cyril Fernandez     | Suzuki GSX-R 600 | Suzuki Altzschner Racing Promotion | 38  |
| 12 | Damian Cudlin       | Kawasaki ZX-6R   | Team Lohmann Racing                | 37  |
| 13 | Rene Knöfler        | Yamaha YZF-R6    | OBI-Bike-Promotion                 | 36  |

| 14 | Christian Wachter | Honda CBR 600    | MO-Aral-Honda Dippold Racing | 34 |
| 15 | Roman Stamm       | Kawasaki ZX-6R   |                              | 30 |
| 16 | Georg Gaisbauer   | Yamaha YZF-R6    |                              | 17 |
| 17 | Philipp Ludwig    | Yamaha YZF-R6    | OBI-Bike-Promotion           | 13 |
| 18 | Ronny Linke       | Suzuki GSX-R 600 | Team Suzuki Rein             | 9  |
| 19 | Andreas Hesse     | Yamaha YZF-R6    |                              | 8  |
| 20 | Tobias Schading   | Kawasaki ZX-6R   | Team Heuer Sports            | 7  |
| 21 | Nina Prinz        | Yamaha YZF-R6    | Laaks-Racing                 | 6  |
| 22 | Steve Mizera      | Suzuki GSX-R 600 | Team Racepool Dresden        | 5  |
| 23 | Torsten Gsell     | Yamaha YZF-R6    | Racingteam WASTEC-SAECO      | 5  |
| 24 | Jesco Günther     | Yamaha YZF-R6    | Laaks-Racing                 | 3  |
| 25 | Andreas Brandt    | Honda CBR 600    | Brandt-Racing-Berlin         | 2  |
| 26 | Marcel Hoffmann   | Honda CBR 600    | ADAC Nordrhein Sport-Team    | 1  |

## 125-cm³-Klasse

### Wissenswertes
- Sandro Cortese startete 2003 noch unter seinem bürgerlichen Namen Alessandro Cortese und für Italien.

### Rennergebnisse
|   | Datum  | Strecke              | Pole-Position      | Lauf | Platz 1           | Platz 2            | Platz 3            | Schn. Rennrunde    |
| - | ------ | -------------------- | ------------------ | ---- | ----------------- | ------------------ | ------------------ | ------------------ |
| 1 | 04.05. | Sachsenring          | Dario Giuseppetti  | 1    | Dario Giuseppetti | Jarno Müller       | Matti Seidel       | Georg Fröhlich     |
| 2 | 18.05. | Hockenheimring       | Dario Giuseppetti  | 1    | Dario Giuseppetti | Georg Fröhlich     | Alessandro Cortese | Dario Giuseppetti  |
| 3 | 15.06. | Most                 | Dario Giuseppetti  | 1    | Dario Giuseppetti | Georg Fröhlich     | Igor Kalab         | Dario Giuseppetti  |
| 4 | 06.07. | Salzburgring         | Georg Fröhlich     | 1    | Georg Fröhlich    | Dario Giuseppetti  | Matti Seidel       | Georg Fröhlich     |
| 5 | 03.08. | Nürburgring          | Dario Giuseppetti  | 1    | Georg Fröhlich    | Dario Giuseppetti  | Manuel Mickan      | Dario Giuseppetti  |
| 6 | 31.08. | EuroSpeedway Lausitz | Alessandro Cortese | 1    | Georg Fröhlich    | Alessandro Cortese | Dario Giuseppetti  | Alessandro Cortese |
| 7 | 14.09. | Oschersleben         | Alessandro Cortese | 1    | Georg Fröhlich    | Dario Giuseppetti  | Matti Seidel       | Alessandro Cortese |
| 8 | 28.09. | Hockenheimring       | Alessandro Cortese | 1    | Michael Ranseder  | Alessandro Cortese | Dario Giuseppetti  | Michael Ranseder   |

### Fahrerwertung
| 1  | Dario Giuseppetti  | Honda | ADAC Berlin-Brandenburg e. V.        | 167 |
| 2  | Georg Fröhlich     | Honda | ADAC-Honda-Team                      | 140 |
| 3  | Matti Seidel       | Honda | ADAC-Honda-Team                      | 88  |
| 4  | Alessandro Cortese | Honda | UMC Ulm e. V. im DMV                 | 81  |
| 5  | Manuel Mickan      | Honda | ADAC Sachsen Junior Team Freudenberg | 75  |
| 6  | Michael Ranseder   | Honda | gemini-racing                        | 74  |
| 7  | Patrick Unger      | Honda |                                      | 67  |
| 8  | Igor Kalab         | Honda | OMV Team Hanusch                     | 59  |
| 9  | Jascha Büch        | Honda | OMV Team Hanusch                     | 54  |
| 10 | Václav Bittman     | Honda |                                      | 54  |
| 11 | Attila Magda       | Honda | IMT Castrol Racing                   | 41  |
| 12 | Marcel Schwing     | Honda |                                      | 38  |
| 13 | Thomas Walther     | Honda |                                      | 33  |
| 14 | Jarno Müller       | Honda | RZT Repsol Racing                    | 27  |
| 15 | Sascha Hommel      | Honda |                                      | 22  |

| 16 | Richard Schönfelder | Honda   | ADAC Sachsen Junior Team Freudenberg | 19 |
| 17 | Stefan Hesterberg   | Honda   |                                      | 15 |
| 18 | Silvio März         | Honda   | ADAC Sachsen e. V.                   | 15 |
| 19 | Marco Eismann       | Honda   |                                      | 14 |
| 20 | Daniel Sutter       | Honda   |                                      | 8  |
| 21 | Thomas Arji         | Honda   |                                      | 5  |
| 22 | Oliver Skach        | Honda   |                                      | 5  |
| 23 | Markus Bange        | Honda   | Laaks-Racing                         | 4  |
| 24 | Jens Schmidt        | Honda   | RZT Repsol Racing                    | 4  |
| 25 | Florian Kresse      | Honda   |                                      | 3  |
| 26 | Willy Michel        | Honda   |                                      | 3  |
| 27 | Thomas Mayer        | Aprilia |                                      | 2  |
| 28 | Stephan Ulrich      | Honda   | ADAC Berlin-Brandenburg e. V.        | 2  |
| 29 | Horst Michel        | Honda   |                                      | 1  |

## Gespanne

### Rennergebnisse
|   | Datum  | Strecke              | Pole-Position                        | Platz 1                              | Platz 2                             | Platz 3                             | Schn. Rennrunde                     |
| - | ------ | -------------------- | ------------------------------------ | ------------------------------------ | ----------------------------------- | ----------------------------------- | ----------------------------------- |
| 1 | 04.05. | Sachsenring          | Jörg Steinhausen / Trevor Hopkinson  | Jörg Steinhausen / Trevor Hopkinson  | Mike Roscher / Frank Heidenreich    | Peter Schröder / Ueli Wäfler        | Jörg Steinhausen / Trevor Hopkinson |
| 2 | 18.05. | Hockenheimring       | Sepp Doppler / Bernhard Wagner       | Wolfram Centner / Mike Helbig        | Peter Schröder / Ueli Wäfler        | Josef Moser / Manfred Wechselberger | Peter Schröder / Ueli Wäfler        |
| 3 | 15.06. | Most                 | Peter Schröder / Ueli Wäfler         | Wolfram Centner / Mike Helbig        | Sepp Doppler / Bernhard Wagner      | Uwe Göttlich / Johannes Koloska     | Wolfram Centner / Mike Helbig       |
| 4 | 06.07. | Salzburgring         | Klaus Klaffenböck / Christian Parzer | Klaus Klaffenböck / Christian Parzer | Jörg Steinhausen / Trevor Hopkinson | Gerhard Hauzenberger / Ian Simons   | Jörg Steinhausen / Trevor Hopkinson |
| 5 | 03.08. | Nürburgring          | Jörg Steinhausen / Axel Kölsch       | Jörg Steinhausen / Axel Kölsch       | Martien van Gils / Tonnie van Gils  | Peter Schröder / Ueli Wäfler        | Jörg Steinhausen / Axel Kölsch      |
| 6 | 31.08. | EuroSpeedway Lausitz | Jörg Steinhausen / Trevor Hopkinson  | Jörg Steinhausen / Trevor Hopkinson  | Peter Schröder / Ueli Wäfler        | Sepp Doppler / Bernhard Wagner      | Jörg Steinhausen / Trevor Hopkinson |
| 7 | 14.09. | Oschersleben         | Jörg Steinhausen / Trevor Hopkinson  | Jörg Steinhausen / Trevor Hopkinson  | Peter Schröder / Ueli Wäfler        | Wolfram Centner / Mike Helbig       | Jörg Steinhausen / Trevor Hopkinson |
| 8 | 28.09. | Hockenheimring       | Wolfram Centner / Mike Helbig        | Wolfram Centner / Mike Helbig        | Kurt Hock / Rainer Kasel            | Peter Schröder / Ueli Wäfler        | Jörg Steinhausen / Trevor Hopkinson |

### Fahrerwertung
| 1  | Jörg Steinhausen   | Trevor Hopkinson bzw. Axel Kölsch | LCR-Suzuki |                    | 134 |
| 2  | Wolfram Centner    | Mike Helbig                       | LCR-Suzuki | ADAC Sachsen e. V. | 133 |
| 3  | Peter Schröder     | Ueli Wäfler                       | LCR-Suzuki |                    | 130 |
| 4  | Sepp Doppler       | Bernhard Wagner                   | LCR-Yamaha | gemini-racing      | 83  |
| 5  | Dieter Eilers      | Patrick Homann                    | LCR-Suzuki |                    | 69  |
| 6  | Siegfried Arabin   | Gernot Backmann                   | LCR-Honda  |                    | 60  |
| 7  | Uwe Göttlich       | Johannes Koloska                  | LCR-Suzuki | ADAC Sachsen e. V. | 59  |
| 8  | Josef Moser        | Manfred Wechselberger             | LCR-Suzuki |                    | 56  |
| 9  | Kurt Hock          | Rainer Kasel                      | LCR-Yamaha |                    | 55  |
| 10 | Harald Hainbucher  | Michael Wörner                    | LCR-Suzuki |                    | 49  |
| 11 | Mike Roscher       | Frank Heidenreich                 | LCR-Suzuki |                    | 46  |
| 12 | Hanspeter Thalmann | René Roth                         | LCR-Suzuki |                    | 43  |

| 13 | Andreas Veltjens     | Michael Hildebrand   | LCR           |                       | 37 |
| 14 | Stefan Kiser         | Andreas Schmied      | LCR-Kawasaki  |                       | 36 |
| 15 | Tomas Foukal         | Jiri Pertlicek       | LCR-Yamaha    | Fuki Racing Team      | 28 |
| 16 | Baptist Kohlmann     | Peter Höss           | LCR-Suzuki    | ADAC Nordbayern e. V. | 26 |
| 17 | Felix Bereuter       | Beate Oehlmann       | LCR-Swissauto |                       | 24 |
| 18 | Robert Zimmermann    | Reto Bührer          | LCR           |                       | 22 |
| 19 | Thomas Reuter        | Heike Stodola        | LCR-Suzuki    |                       | 12 |
| 20 | Roland Meier         | Edgar Schade         | Suzuki        | ADAC Nordbayern e. V. | 8  |
| 21 | Axel Spalteholz      | Nils Abel            | LCR-Yamaha    |                       | 5  |
| 22 | Chris Baert          | Nikolaos Manoussakis | Windle        |                       | 3  |
| 23 | Christian Steiner    | Rainer Wedele        | Suzuki        |                       | 1  |
| 24 | Horst Maria Kowalski | Andreas Kolloch      | LCR-Suzuki    |                       | 1  |

## Rahmenrennen
- Im Rahmen der Internationalen Deutschen Motorradmeisterschaft 2003 fanden acht Rennen zum Suzuki GSX-R 1000 Cup und je sechs Rennen zum Yamaha R6-Shell Cup und Red Bull MotoGP Rookies Cup statt.